# 潘克桢
潘克桢（1933年—），男，福建永春人，中国结构化学家，中国科学院福建物质结构研究所研究员、博士生导师。